# František Čapek
František Čapek (n. 24 octombrie 1914, Branice⁠(d), Boemia de Sud, Cehia – d. 31 ianuarie 2008, Praga, Cehia) a fost un canoist ce a reprezentat Cehoslovacia, medaliat olimpic. A participat la o ediție a Jocurilor Olimpice (1948) în care a câștigat o medalie de aur.

## Participări
Lista de mai jos prezintă principalele competiții la care a participat František Čapek de-a lungul carierei.
- canoeing at the 1948 Summer Olympics – men's C-1 10000 metres[*]